# Kreisgericht Hanau
Das Kreisgericht Hanau war ein preußisches Kreisgericht mit Sitz in Hanau, das von 1867 bis 1879 bestand.

## Gründung
Nach dem verlorenen Krieg von 1866 annektierte das Königreich Preußen das Kurfürstentum Hessen. Damit wurde auch Hanau preußisch, die bestehenden Gerichte wurden aufgehoben und Hanau erhielt 1867 eine preußische Gerichtsverfassung. 
Für den Bereich von Hanau wurde als Obergericht das Kreisgericht Hanau eingerichtet. Es gehörte zum Bezirk des Appellationsgerichts Kassel. In seinem Zuständigkeitsbereich wurden die Amtsgerichte 
- Bergen,
- Bieber,
- Birstein,
- Bockenheim,
- Gelnhausen,
- Hanau,
- Langenselbold,
- Meerholz,
- Orb,
- Salmünster,
- Schlüchtern,
- Schwarzenfels,
- Steinau,
- Wächtersbach und
- Windecken
gebildet.[3] Dabei wurden die bisherigen kurhessischen Justizämter Hanau I und Hanau II zum Amtsgericht Hanau zusammengelegt und der Bezirk des ehemaligen Justizamtes Hanau II um das Dorf Rumpenheim verkleinert, das durch den Friedensvertrag vom 3. September 1866 zwischen dem Königreich Preußen und dem Großherzogtum Hessen an das Großherzogtum fiel.[4] Das Amtsgericht Orb umfasste den Bezirk des ehemals bayerischen Landgerichts Orb, der auf Grund des Friedensvertrages vom 22. August 1866 mit Ausnahme von Aura von Bayern und Preußen abgetreten wurde.

## Ende
Mit dem Deutschen Gerichtsverfassungsgesetz von 1877 wurden Organisation und Bezeichnungen der Gerichte reichsweit vereinheitlicht. Die preußischen Kreisgerichte wurden zum 1. Oktober 1879 aufgehoben und in ihrer Funktion durch Landgerichte ersetzt. Das Kreisgericht Hanau wurde durch das Landgericht Hanau abgelöst.